# Mania czy Ania

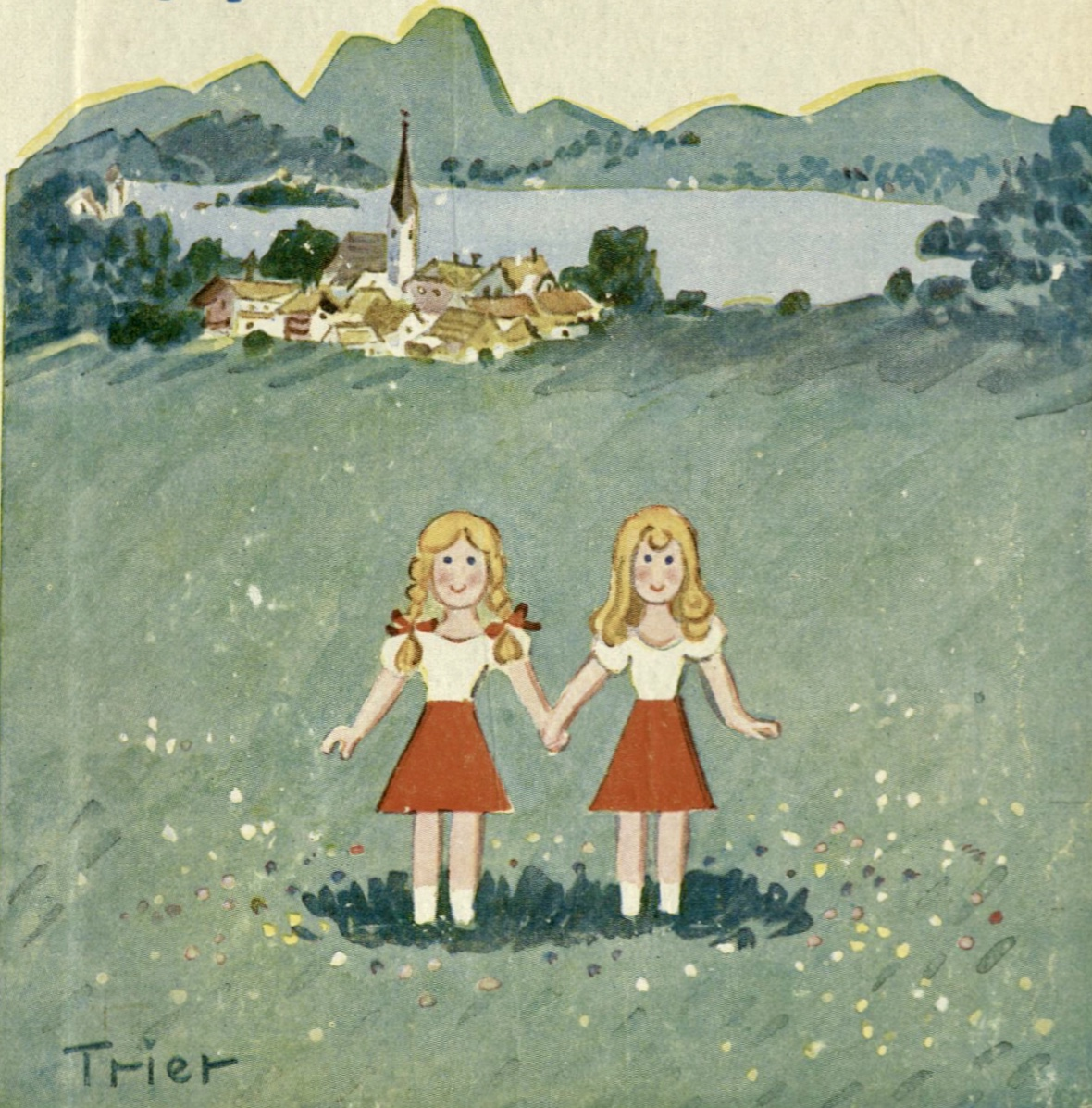
Okładka powieści Mania czy Ania.

Mania czy Ania (niem. Das doppelte Lottchen) – powieść dla dzieci autorstwa niemieckiego pisarza Ericha Kästnera. Wydana w Niemczech w 1949 roku.
W 1942 Kästner zaproponował napisanie scenariusza dla reżysera Josef von Báky, ale otrzymał zakaz. Napisał powieść, a film zrealizowano po wojnie. Imiona bohaterek pochodzą od żony autora Louiselotte.
Utwór był kilkakrotnie ekranizowany, w tym czterokrotnie w Niemczech. Telewizja Polska zrealizowała spektakl telewizyjny na podstawie powieści (reż. Jerzy Bielunas, premiera: 20 grudnia 1999). Najbardziej znane amerykańskie ekranizacje były w Polsce wyświetlane pod tytułami: Rodzice, miejcie się na baczności (w podwójnej roli Hayley Mills) oraz Nie wierzcie bliźniaczkom (Lindsay Lohan). W filmie Czy to ty, czy to ja? bohaterki nie są siostrami (Mary-Kate i Ashley Olsen).

## Opis fabuły
Książka opowiada o bliźniaczkach rozdzielonych po urodzeniu. Mania, jedna z tytułowych bohaterek, mieszka z mamą w Monachium. Druga dziewczynka mieszka z tatą w Wiedniu. Podczas pobytu na kolonii Ania spotyka bardzo podobną do siebie dziewczynkę o imieniu Mania. Początkowo bardzo się nie lubią, ale zmieniają o sobie zdanie, gdy odkrywają, że są siostrami. Postanawiają się zamienić rolami: Ania jedzie do Monachium poznać mamę, a Mania wyjeżdża do Wiednia poznać tatę. Okazuje się, że ojciec chce ożenić się z młodą kobietą, w czym dziewczynka stara się za wszelką cenę przeszkodzić.
Powieść kończy się szczęśliwie: rodzice bliźniaczek ponownie biorą ślub i wszyscy zamieszkują razem.

## Postacie
- Mania – w oryginale Lotte, mieszka z mamą w Monachium. Ma 9 lat. Jest poważna, kulturalna i troskliwa. Włosy ma zawsze splecione w dwa warkocze. Zajmuje się domem w czasie, gdy mama pracuje.
- Ania – w oryginale Louise, siostra Mani. Mieszka z tatą w Wiedniu. Ojciec utrzymuje ją w przekonaniu, że mama umarła. Później okazuje się, że to nieprawda. Na głowie ma burzę jasnych loków.
- Ludwik Palffy – tata bliźniaczek. Jest kompozytorem. Mieszka z Anią i Tereską w trzypokojowym mieszkaniu w Wiedniu.
- Maria Körner – w oryginale Louiselotte, mama dziewczynek. Mieszka z Manią w Monachium. Pracuje w redakcji.
- Irena Gerlach – kobieta, która jakiś czas temu pojawiła się w życiu kapelmistrza Palfy. Ma 26 lat. Jest elegancką damą, która za wszelką cenę chce wyjść za mąż za tatę Ani. Ostatecznie jej się to nie udaje, gdyż przeszkodziły jej w tym bliźniaczki.
- Tereska – gospodyni pana Palfy. Z początku nieuprzejma, później staje się wesoła i sympatyczna. Zajmuje się głównie obliczaniem kosztów utrzymania domu i gotowaniem.